# Talsperre Catapereiro
Die Talsperre Catapereiro (portugiesisch Barragem de Catapereiro) liegt in der Region Nord Portugals im Distrikt Guarda. Sie staut den Teja, einen linken (südlichen) Nebenfluss des Douro zu einem Stausee auf. Die Gemeinde Freixo de Numão befindet sich ungefähr drei Kilometer südöstlich der Talsperre.
Mit dem Projekt zur Errichtung der Talsperre wurde im Jahre 1992 begonnen. Der Bau wurde 1999 fertiggestellt. Die Talsperre dient der Stromerzeugung.

## Absperrbauwerk
Das Absperrbauwerk ist eine Gewichtsstaumauer mit einer Höhe von 37,5 m über der Gründungssohle (33,5 m über dem Flussbett). Die Mauerkrone liegt auf einer Höhe von 430,1 m über dem Meeresspiegel. Die Länge der Mauerkrone beträgt 134,4 m.
Die Staumauer verfügt sowohl über einen Grundablass als auch über eine Hochwasserentlastung. Über den Grundablass können maximal 15,54 m³/s abgeleitet werden, über die Hochwasserentlastung maximal 424 m³/s. Das Bemessungshochwasser liegt bei 248,08 m³/s; die Wahrscheinlichkeit für das Auftreten dieses Ereignisses wurde mit einmal in 1000 Jahren bestimmt.

## Stausee
Beim normalen Stauziel von 427,5 m (maximal 429,57 m bei Hochwasser) erstreckt sich der Stausee über eine Fläche von rund 0,435 km² und fasst 4,0853 Mio. m³ Wasser – davon können 4 Mio. m³ genutzt werden.

## Kraftwerk
Das Kraftwerk Catapereiro gehört mit einer installierten Leistung von 4 MW zu den kleinsten Wasserkraftwerken Portugals. Es sind zwei Pelton-Turbinen mit horizontaler Welle installiert.